# Start-Stadion
Das Start-Stadion (russisch Стадион «Старт») ist ein Fußballstadion mit Leichtathletikanlage in der russischen Stadt Saransk. Es bietet Platz für 11.581 Zuschauer und diente dem Verein Mordowija Saransk als Heimstätte. 

## Geschichte

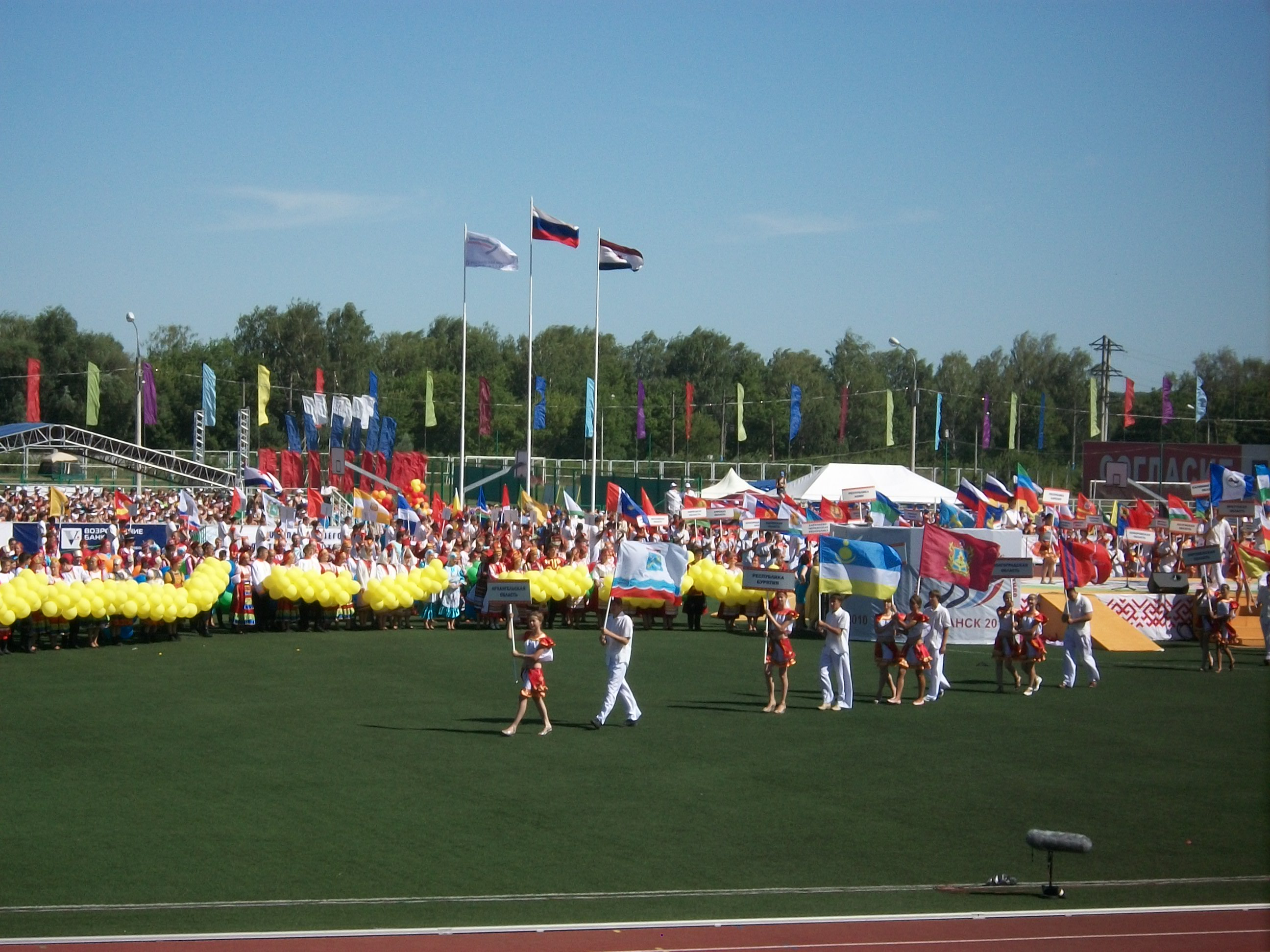
Eine Parade im Start-Stadion im Jahr 2010

Das Start-Stadion in Saransk, einer Stadt mit knapp 300.000 Einwohnern in der westrussischen Republik Mordwinien, wurde 2004 erbaut und noch im gleichen Jahr eröffnet. Das Stadion bietet seit der Eröffnung Platz für 11.581 Besucher und ist damit das Größte in Mordwinien. 
Seit 2004 nutzte der örtliche Verein Mordowija Saransk das Stadion als Austragungsort für Heimspiele im Fußballsport. Der 1961 gegründete Verein spielte lange Zeit in unteren Ligen des sowjetischen beziehungsweise russischen Fußballs, schaffte aber in der Spielzeit 2011/12 durch einen ersten Platz in der zweitklassigen ersten Division den Aufstieg in die Premjer-Liga, die höchste Spielklasse im russischen Fußball. Seit 2012 bekamen die Zuschauer des Start-Stadions demzufolge auch Erstligafußball zu sehen.
Neben Fußballspielen bietet das Stadion Start auch Platz für andere Attraktionen. So fanden hier bereits eine Vielzahl an Paraden, aber auch Konzerte, statt.

## Zukunftspläne
Im Zuge der in Russland stattfindenden Fußball-Weltmeisterschaft 2018 erhielt auch Saransk den Zuschlag, einer der Spielorte bei dem Welttitelkämpfen zu sein. Da das Start-Stadion dafür nicht ausreichend groß ist und ein Ausbau von vornherein nicht geplant war, wurde ein neues Stadion errichtet. Dieses bietet Platz für etwa 44.000 Zuschauer und wurde 2018 fertiggestellt. Nach der WM sollte die Spielstätte auf 28.000 Plätze zurückgebaut und die neue Heimat von Mordowija Saransk werden.